# 안도 데루
안도 데루(일본어: 安東 輝, 1995년 7월 3일~)는 일본의 축구 선수이다.

## 구단 경력
그는 2018년 일본 풋볼 리그의 테게바자로 미야자키에 입단했고, 2년동안 팀에서 뛰었다. 2020년부터 2022년까지 일본 지역 리그의 도쿄 유나이티드 FC, 쓰쿠바 FC, 도치기 시티 FC에서 뛰었다. 2023년 J3리그의 AC 나가노 파르세이루로 이적했다.